# Lilita Bērziņa
Lilita Bērziņa, née le 17 juillet 1903 à Riga et morte le 27 mai 1983 dans la même ville, est une actrice lettone.

## Biographie
Depuis 1922 - actrice du Théâtre Dailes. Au fil du temps, elle est devenue l'une des principales actrices de ce théâtre.
En tant qu'actrice invitée, elle a joué sur la scène du Théâtre National de Lettonie.
Décédé le 27 mai 1983, elle est enterrée au cimetière boisé de Riga.

## Filmographie partielle
- 1968 : Le Temps des arpenteurs (Mērnieku laiki) de Voldemārs Pūce : parente
- 1978 : Théâtre (Teātris) de Jānis Streičs : mère de Julia Lambert
- 1981 : Limousine dans les couleurs de la nuit de la Saint-Jean (Limuzīns Jāņu nakts krāsā) de Jānis Streičs : Mirta Saknīte

## Distinctions
- artiste du peuple de l'URSS (1956)
- héros du travail socialiste (1978)
- ordre de Lénine (1965, 1973, 1978)
- ordre du Drapeau rouge du Travail (1947, 1971)
- prix Staline, pour le rôle de Spidola dans le spectacle Nuit et feu de Rainis (1947)